# Rubén Ruiz Díaz
Rubén Martín Ruiz Díaz (Asunción, 11 novembre 1969) è un ex calciatore paraguaiano, di ruolo portiere.

## Carriera

### Club
Inizia nel club minore del Rubio Ñu, ma si trasferisce presto in Argentina, al Talleres de Córdoba; dopo una stagione, passa al più blasonato San Lorenzo de Almagro, con il quale disputa la stagione 1990-1991. Nel 1992 si trasferisce in Messico, al Club de Fútbol Monterrey, nel quale gioca fino al 1998; dopo un ritorno in Argentina, chiude la carriera al Club Necaxa nel 2005.

### Nazionale
Debutta con la Nazionale di calcio paraguaiana nel 1989, e rimane nel giro della nazionale per circa nove anni, prevalentemente come riserva di José Luis Chilavert; al mondiale di Francia 1998 è stato chiamato da Paulo César Carpegiani come terzo portiere dietro Chilavert e Danilo Aceval.